# Marcel Breuer

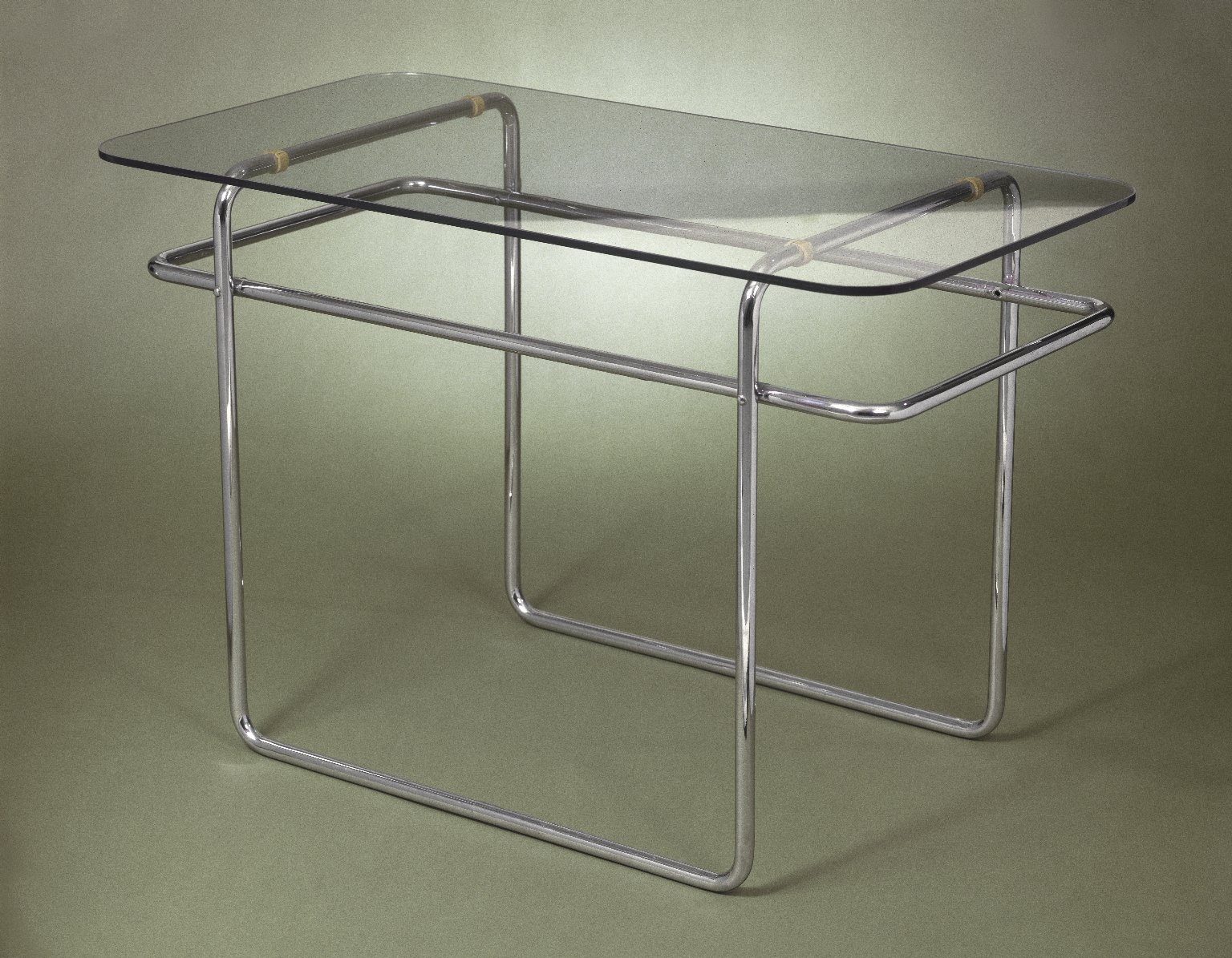
Stůl, Model B19, 1928

Marcel Lajos Breuer (21. května 1902, Pécs – 1. července 1981, New York), byl německo-americký architekt a designér nábytku maďarského původu. Patřil mezi významné modernisty, tvořil zejména standardní a jednoduché formy. Měl židovské kořeny, narodil se v Maďarsku, delší dobu studoval a pracoval v Německu a později, až do konce svého života, v USA.

## Život a dílo
Pro své kolegy byl znám pod přezdívkou Lajkó (/ˈlaɪkoʊ/ LY-koh: zkomolenina jeho prostředního jména). V 20. letech 20. století studoval na známé německé umělecké škole Staatliches Bauhaus, založenou Walterem Gropiusem po první světové válce, která zároveň představovala jednu z nejvýznamnějších architektonických staveb ve směru Bauhaus. Škola prosazovala studijní plán, který tvořily poznatky z umění, řemesel a technologie. Breuer nastoupil jako jeden z nejmladších studentů školy, Walter Gropius ho označil za talentovaného a tak posléze Marcel Breuer získal pozici vedoucího truhlářské dílny. Na škole vyučoval po boku osob, jako třeba Paul Klee, Josef Albers, či Wassily Kandinsky.
Tvořil v Berlíně, navrhoval domy a komerční prostory. Po nástupu nacistů k moci, se v 30. letech odstěhoval z Německa do Švýcarska a v roce 1936 do Londýna. V roce 1937 Gropius přijal pozici předsedy Harvardovy postgraduální školy designu a Breuer následoval svého mentora a společně vybudovali fakultu architektury. Do značné míry ovlivnily americký styl navrhování moderních domů.
Jedním z nejzachovalejších příkladů Breuerova nábytkového a interiérového designu v tomto období je Frankův dům v Pittsburghu, navržený spolu s Gropiusem jako Gesamtkunstwerk. Dále spolupracovali na designu několika domů v okolí Bostonu. Roku 1941 se jeho pracovní vztah s Gropiusem rozpadl, pravděpodobně se Breuer snažil vymanit z vlivu Gropiuse, jenž byl z dvojice architektů stále známější. Založil si vlastní architektonickou kancelář.
V roce 1946 odešel z Harvardu a založil si kancelář v New Yorku. První jeho dokončené dílo po válce byl Geller House na Long Islandu. Pro prostornou dřevěnou konstrukci byl novináři dům označen jako „dům budoucnosti“. V roce 1953 vyhrál se soutěžním návrhem pro budovu UNESCO v Paříži.
Byl průkopníkem trubkového ocelového nábytku, později začal experimentovat i s dřevem, překližkou a hliníkem. Jeho pravděpodobně nejznámějším dílem se stala tzv. Wassilyho židle (1925-26).

## Dílo

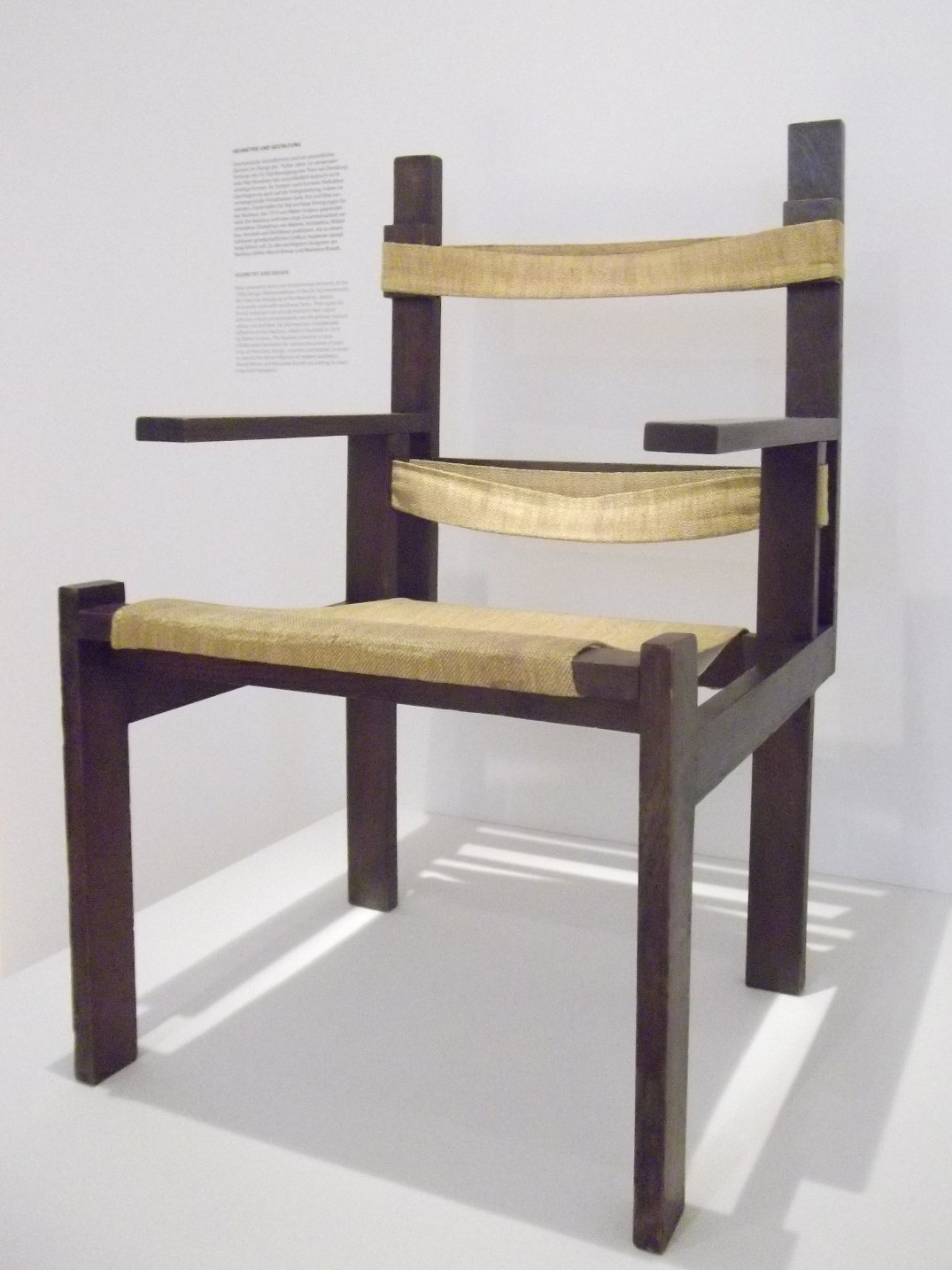
Lattenstuhl, 1924

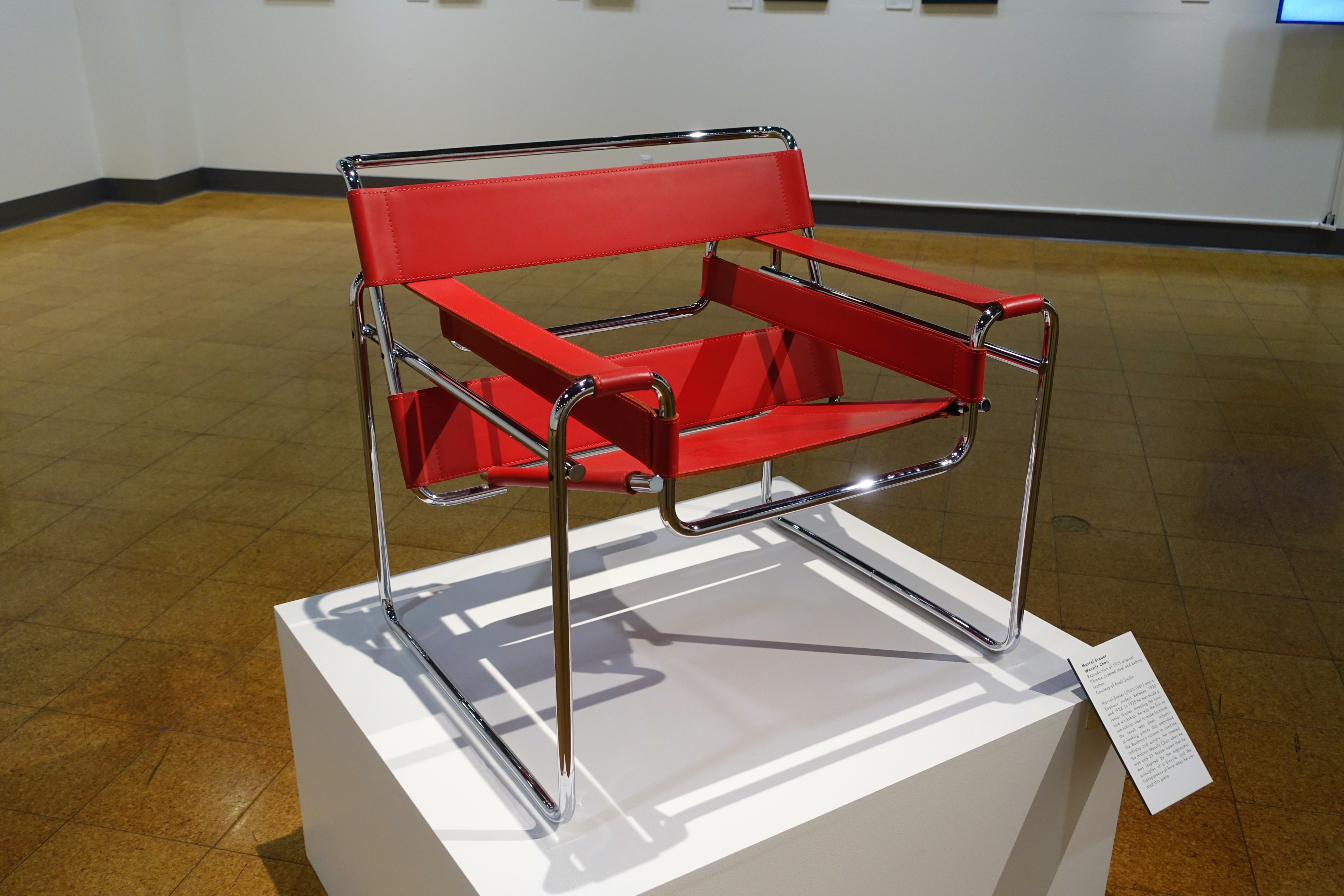
křeslo Wassily, Model B3, 1925

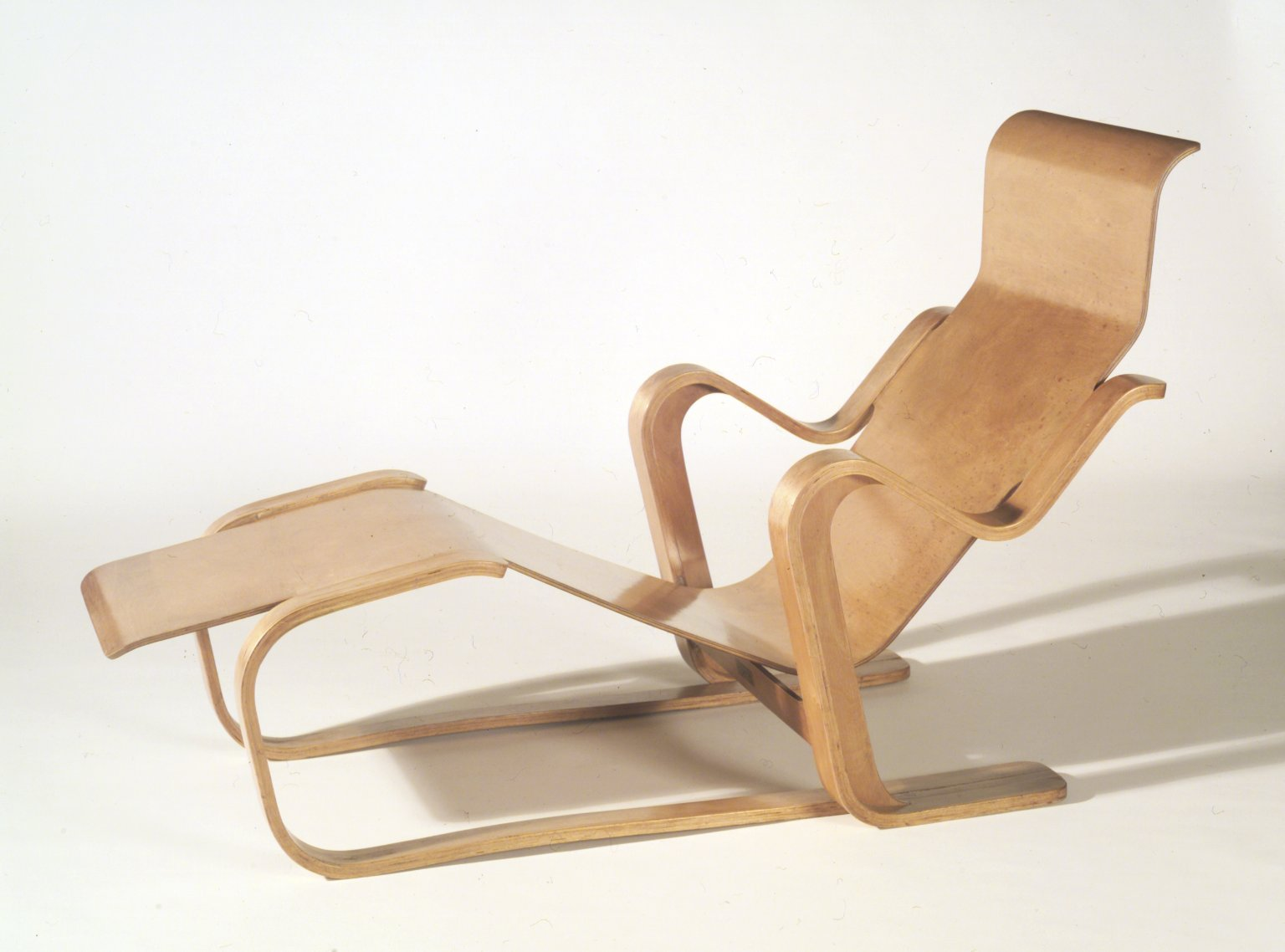
Long Chair, ca 1935–1936

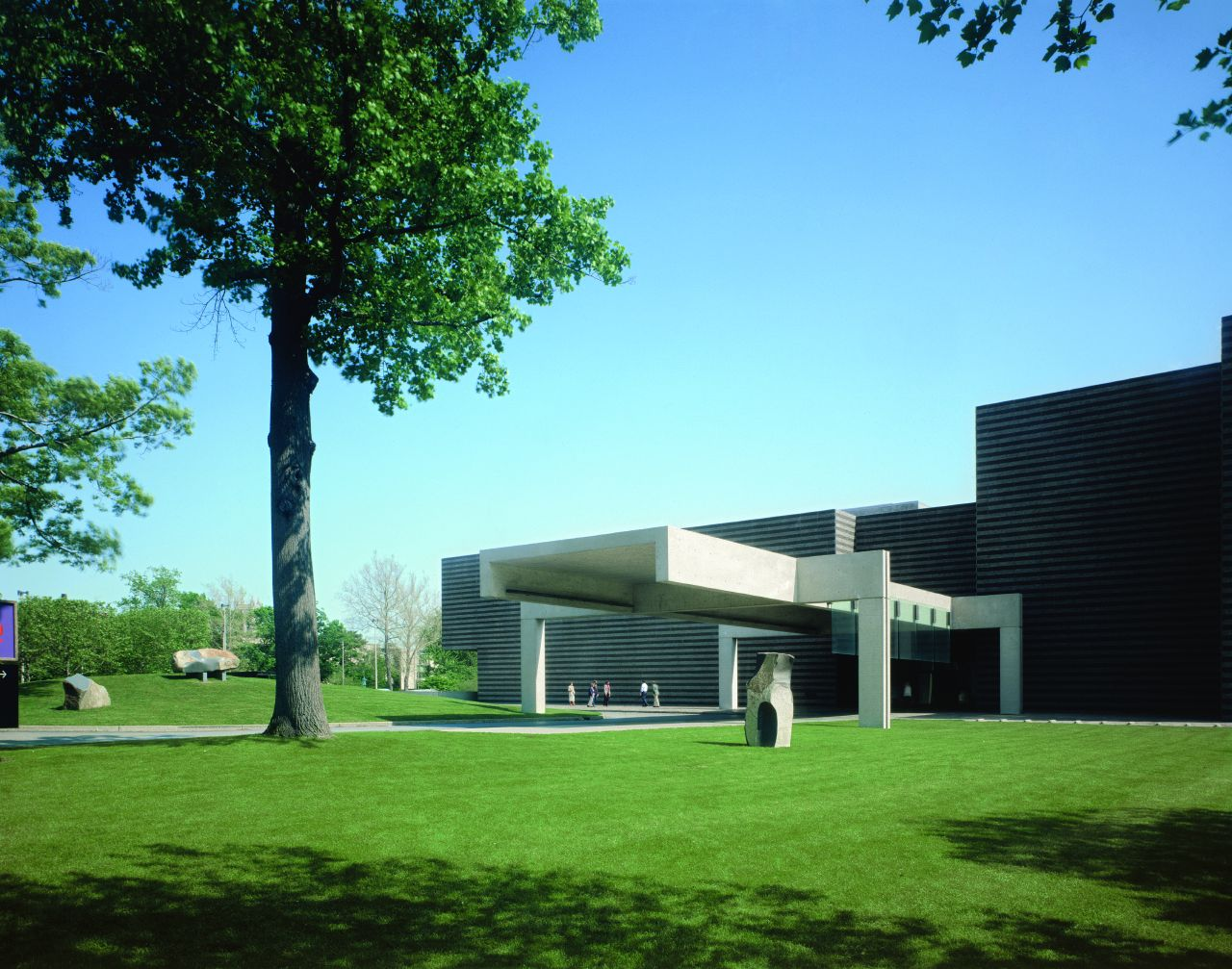
Cleveland Museum of Art – vstup

### Veřejné budovy / Obchodní domy
- Potřeby pro bydlení (Obchod s nábytkem), Curych
- Australské velvyslanectví v Paříži (1931), (jako poradenský architekt)
- Vícerodinné domy Doldertal (1935–36), apartmánové bydlení, Curych
- Pavilon Gane (1936), Bristol, Velká Británie
- Pensylvánský pavilon, Světová výstava 1939 v New Yorku (1939), New York
- Aluminum City Terrace housing project (1942–1944), New Kensington (Pensylvánie)
- Ústředna UNESCA (1953), Paříž, Francie (s Piere Luigim Nervim a Bernardem Zehrfussem)

- Muzeum amerického umění Whitneyové (1966), New York
- Centrum kampusu a garáže (1965/69), University of Massachusetts Amherst, Amherst (Massachusetts)
- Saint John's University v Collegeville (Minnesota)

- Dům sester z Baldeggu (1968–1972), Baldegg (Švýcarsko)
- Škola Bryn Mawr, nižší školní budova (70. léta), Baltimore (Maryland)
- Tovární budovy Mundipharma GmbH (1973), Limburg an der Lahn
- HUD kancelářská budova, Washington, D.C.

- Litchfield High School, Litchfield (Connecticut)
- Rozšíření Cleveland Museum of Art, Cleveland (Ohio)
- AT Tower, Cleveland (Ohio)
- IBM-Kampus v Boca Raton (Florida)
- St. Francis de Sales Parish, Muskegon (Michigan)
- Hlavní kancelář veřejné knihovny Grosse Pointe, Grosse Pointe Farms (Michigan)

### Soukromé domy v USA
- Hagerty House (1937–38), Cohasset (Massachusetts)
- Breuer House I (1938–39), Lincoln (Massachusetts)
- J. Ford House (1939), Lincoln (Massachusetts)
- Chamberlain Cottage (1940), Wayland (Massachusetts)
- Geller House, Lawrence (1945), Long Island (New York)
- Robinson House (1946–1948), Williamstown (Massachusetts)
- Breuer House II (1947–1948), New Canaan (Connecticut)
- Cape-Cod-Cottages, Wellfleet (Massachusetts): Breuer Cottage (1945-49-61), Kepes Cottage (1948–49), Edgar Stillman Cottage (1953–54), Wise Cottage (1963)

- Ausstellungshaus im MoMA-Garten (1948–1949), Pocantico Hills, Tarrytown (New York)
- Clark House (1949–51), Orange (Connecticut)
- Pack House (1950–51), Scarsdale, New York
- Dexter Ferry Cooperative House des Vassar College (1951), Poughkeepsie (New York)
- Grieco House (1954–55), Andover (Massachusetts)
- Starkey House (1954–55), Duluth (Minnesota)
- Hooper House II (1956–59), Baltimore County (Maryland)
- Stillman House IV (1964–69), Litchfield (Connecticut)

### Urbánní design
- Flaine, Francie (Návrh celého lyžařského střediska, 6000 obyvatel, od roku 1960)
- Městská část Hauts de Bayonne, Bayonne, Francie (od roku 1963 do 1974)

### Soukromé domy v Evropě
- 1932: Haus Harnischmacher ve Wiesbaden, Schöne Aussicht 55 (stržen)
- 1953–1955: Haus Harnischmacher II ve Wiesbaden, Schöne Aussicht 53
- 1958 Haus Willi a Marina Stähelin – Peyer in Feldmeilen / Curyšské jezero / Švýcarsko
- 1967: Haus Jacques Koerfer v Moskvě, Ascona Tessin (s Herbertem Beckhardem a Rolandem Weberem)[4]

### Bytové zařízení
- Afrikanischer Stuhl
- Sun Lounge Chair, Model No. 301
- Frisierkommode und Kommode (1922, 1925)
- Lattenstühle, aus Holz (1922–24)
- Wassily-Stuhl Nr. B 3 (1925)
- Kantinenhocker B 9
- Laccio-Tische klein und groß (1927)
- Wassily-Stuhl, Klappstuhlversion (1927)
- Cesca-Stuhl und -Armsessel (1928)
- Thonet-Stenotypistentisch (typist’s desk) (1928)
- Couchtisch (1928)
- Röhrenförmige Stahlmöbel (1928–29)
- F 41 Klubsessel auf Rollen (1928–30)
- Besenschrank (1930)
- Bücherregal (1931)
- Armsessel, Modell Nr. 301 (1932–34)
- Aluminiumstuhl (1933)
- Isokon-Stuhl (1935)
- Aluminium-Chaiselongue (1935–36)
- Sperrholzmöbel, in fünf Teilen (1936–37)
- Drehstuhl „B7“

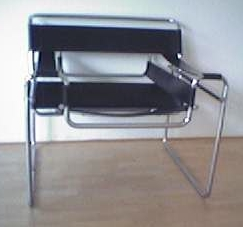
„Wassilyho“ stolička
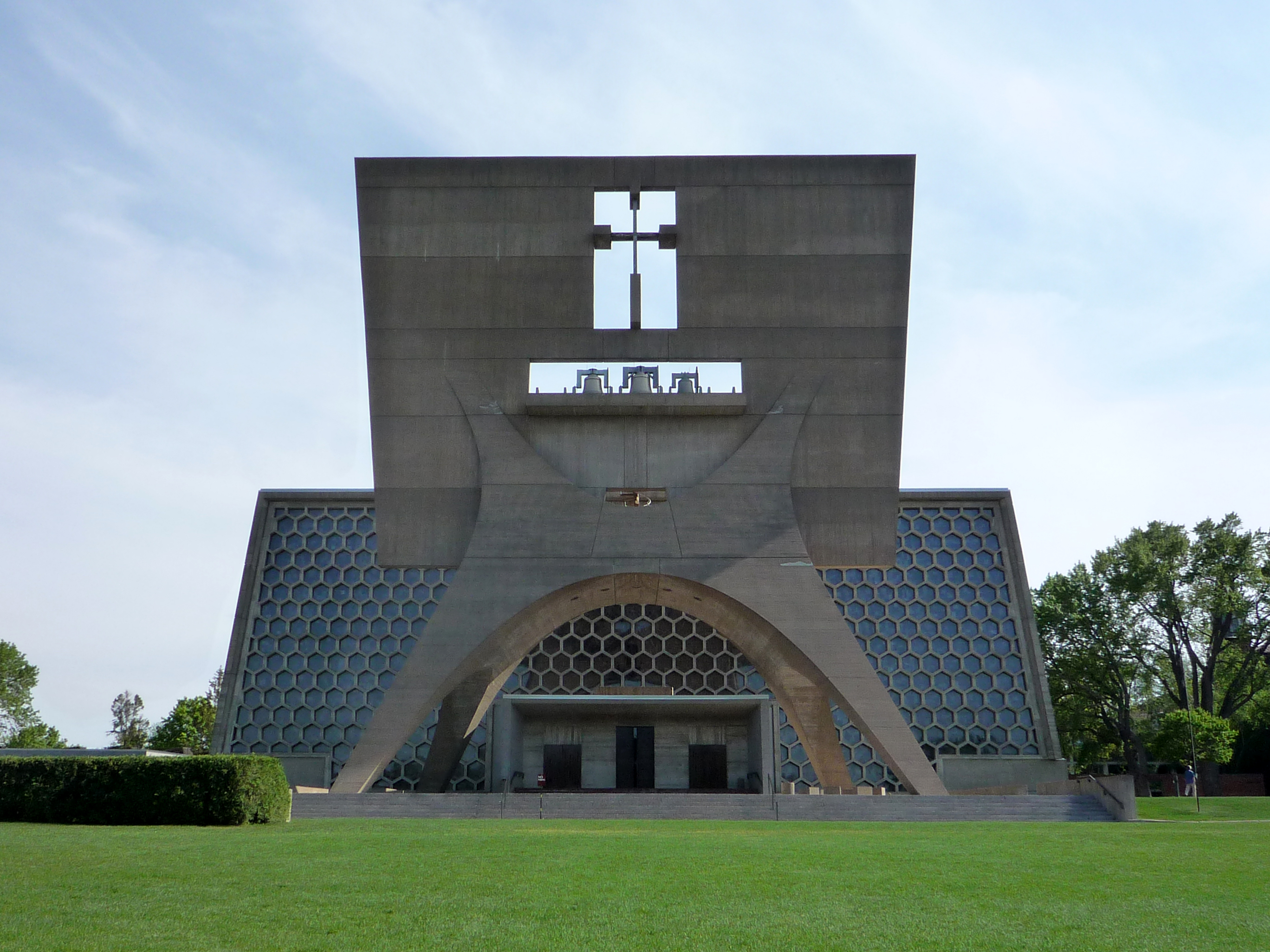
Saint John's Abbey

## Ocenění
Zlatá medaile AIA (anglicky AIA Gold Medal) je ocenění, které uděluje American Institute of Architects a řídí se sborem ředitelů AIA, který tuto cenu uděluje významné práci s trvalým dopadem na teorii a praxi v architektuře. Je to nejvyšší cena, kterou tento institut uděluje. V posledních letech toto ocenění zastiňuje populárnější Pritzkerova cena.

## Vybrané publikace Marcela Breuera
- „Form Funktion“ (lekce ze školy Bauhaus in 1923).
- „Furnishing and the Contemporary House.“ [ručně psaná práce]
- „Horizont“ (the blue horizon), n.d.
- „Das innere des Hauses“ [lekce z Delft, Nizozemí, 1931]
- Introduction to The Work of Architects Olgyay & Olgyay. New York: Reinhold, Pub. Corp., [1952].
- „Modern Architecture.“ [práce napsaná na psacím stroji]
- „Must Architecture be Sterile?“ [práce napsaná na psacím stroji]
- „On Architecture and Material.“ [článek publikovaný v Circle, 1936].
- „On a Design of a Binuclear House.“ [článek publikovaný v California Arts and Architecture (prosinec. 1943)]
- „On Paul Klee.“ [práce napsaná na psacím stroji]
- „On Reorganization of the Bauhaus in 1923.“ [práce napsaná na psacím stroji]
- Preface to Living Architecture: Egyptian, ed. By Kenenth Martin LEake. New York: Grosset & Dunlap, 1964.
- „Stuyvesant Six: A Redevelopment Study.“ Pencil Points (červen 1944).
- „Tell Me, What is Modern Architecture?“ House and Garden, duben 1940.
- „Wo stehen wir?“ [lekce v Curychu, 27, dubna 1934]